# Afrodiaphanes marginipennis
Afrodiaphanes marginipennis là một loài bọ cánh cứng trong họ Đom đóm (Lampyridae). Loài này được Boheman miêu tả khoa học năm 1851.